# 明音
明音（あかね），日本的插画家、漫画家。出生于大阪，现居住于大阪。

## 概要
- 原来的主业是在游戏中心上班，不过因为该游戏中心在2011年停止营业，现在的主业不明。
- 作品多为 以类似水墨画的强有力的笔触、洋溢着对比强烈的色彩的插画与笔触很可爱的插画。
- 现在主要以与「THE IDOLM@STER（偶像大师）」有关的工作为主。
- 性别不明，自称是“俺”。
- 自画像是与狐面有关系的东西、狐面下常画着美型的脸。
- 有「总会被人说成像苦行僧」「来东京的时候两手空空，穿着凉鞋」的事迹。

## 主要工作
- そら色メモリーズ （空色回忆）- 原画
- えびすソフト(恵比寿/ebisu 软件) - 网站吉祥物设计
- 迷你偶像大师（电击魔王2008年7月号 - 連載中）
- ファミソン8BIT☆アイドルマスターシリーズ （Famison8BIT☆偶像大师系列）- 封套绘画
- 流星のアーカディア (流星的阿卡蒂亚) - 原画